# Butîn, Zbaraj
Butîn (în ucraineană Бутин) este o comună în raionul Zbaraj, regiunea Ternopil, Ucraina, formată numai din satul de reședință.

## Demografie
Componența lingvistică a comunei Butîn
     Ucraineană (99,51%)
     Alte limbi (0,49%)
Conform recensământului din 2001, majoritatea populației comunei Butîn era vorbitoare de ucraineană (99,51%), existând în minoritate și vorbitori de alte limbi.